# Illusionernes rum
Illusionernes rum er en dansk eksperimentalfilm fra 1999 instrueret af Heidi K. Svendsen.

## Handling
Denne artikel mangler et handlingsreferat. Hjælp os med at skrive det.